# Rhynchozoon fistulosum
Rhynchozoon fistulosum is een mosdiertjessoort uit de familie van de Phidoloporidae. De wetenschappelijke naam van de soort is voor het eerst geldig gepubliceerd in 1993 door Hayward.